# Знамя (проект)
Программа космических экспериментов «Знамя» — серия экспериментов по работе космическими зеркалами, то есть специальными отражателями, которые отражают солнечный свет и освещают земную поверхность. Всего было два эксперимента — успешный «Знамя 2», неуспешный «Знамя 2,5». Планировался и «Знамя 3», но проект «Знамя» был прекращен Росавиакосмосом после неудачи «Знамя 2,5». Проект «Знамя-1» был наземным инженерно-испытательным образцом.

## Знамя 2
Знамя 2 — солнечный парус 20-метровой ширины. Был запущен на борту «Прогресс М-15» с космодрома Байконур 27 октября 1992 года. При посещении станции «Мир» её экипаж ЭО-12 установил на борту «Прогресса» агрегат развёртывания отражателя. После отстыковки и манёвров корабль «Прогресс» успешно развернул отражатель 4 февраля 1993 года, рядом со станцией Мир. Отражатель создал яркое пятно 8 км в ширину (из-за рассеивания света), которое прошло Европу из южной Франции в Западную Россию со скоростью 8 км/с. Пятно света имело светимость, примерно эквивалентную полной луне. Хотя тем утром облака покрывали большую часть Европы, несколько наблюдателей сообщили, что видели вспышки света.

## Знамя 2,5
Проект «Знамя 2,5» был на голову выше предшественника. Зеркало должно было восприниматься с Земли как 5–10 полных Лун по яркости и образовывало след около 7 км в диаметре, которым можно было управлять, подолгу удерживая его на одном месте. Солнечное зеркало — это слегка вогнутая оболочка диаметром 25 м, выполненная из тонкой плёнки с зеркальной поверхностью, которая крепится по периметру станции. Оболочка раскрывается и удерживается в раскрытом положении центробежными силами. Запуск «Знамя 2,5» в космос состоялся 25 октября 1998 года на корабле «Прогресс М-40». Однако проект потерпел неудачу — 4 февраля 1999 г. эксперимент был досрочно прекращён из-за ошибки в автоматической программе управления транспортным кораблём, поэтому команда на открытие антенны не была блокирована. В результате, полотнище отражателя зацепилось за открытую антенну системы «Курс». Запланированный отстрел «космического зеркала» от ТГК не производился, так как это потенциально могло повлиять на рассчитанный сход ТГК с орбиты. Космический корабль «Прогресс М-40» был спущен с орбиты и затоплен в океане вместе с отражателем.
»

## Знамя 3
Третий проект, «Знамя-3» так и не состоялся. В проекте предполагалось развёртывание зеркала диаметром 60–70 метров.